# بری گیب
بری گیب (به انگلیسی: Barry Gibb) (زاده ۱ سپتامبر ۱۹۴۶) خوانندهٔ انگلیسی است.
او عضو گروه بی جیز بود.